# FANTASIA (THE HOOPERSのアルバム)
「FANTASIA」（ふぁんたじあ）はTHE HOOPERSの1stアルバム。2016年9月28日、ユニバーサルシグマ より発売。

## 概要
通常盤、初回限定ドキドキ盤(CD＋DVD)、初回限定キュンキュン盤(CD＋DVD)の計三種が発売された。
曲間には曲振りのセリフが入った『歌劇アルバム』となっている。

## 収録曲
1. Hoop a Go Go!
  - 作詞：高木誠司 作曲：Dr.Dalmatian
2. JEALOUSY×SUNSET
  - 作詞：前田たかひろ 作曲：中村あきひこ 編曲：KUME.
3. GO!GO!ダンスが止まらナイ
  - 作詞：前田たかひろ 作曲：大島こうすけ 編曲：KUME.
4. Prologue 1
5. イトシコイシ君恋シ
  - 作詞：前田たかひろ 作曲：大島こうすけ 編曲：KUME.
6. 永遠の詩
  - 作詞/作曲：TAMATE BOX（UNIST） 編曲：KUME.
7. 情熱は枯葉のように
  - 作詞：SHIKATA 作曲：SHIKATA・GRP  編曲：KUME.
8. Prologue 2
9. ラブハンター
  - 作詞：高木誠司 作曲：高木誠司、桑田健吾 編曲：KUME.
10. 乙女乱舞ブギ
  - 作詞：高木誠司 作曲：Dr.Dalmatian  編曲：KUME.
11. 未完成な地図
  - 作詞/作曲：TAMATE BOX（UNIST） 編曲：KUME.
12. Prologue 3
13. 雨を追いかけて
  - 作詞/作曲：平義隆 編曲：KUME.
14. fine
  - 作詞：松原さらり 作曲：南田健吾 編曲：KUME.
15. Prologue 4
16. NEW WORLD
  - 作詞/作曲：TAMATE BOX（UNIST） 編曲：KUME.

## DVD

### 初回限定ドキドキ盤
1. イトシコイシ君恋シ(Music Video)
2. 雨を追いかけて(Music Video)
3. GO!GO!ダンスが止まらナイ(Music Video)
4. 情熱は枯葉のように(Music Video)
5. ラブハンター(Music Video)
6. イトシコイシ君恋シ(Close up Ver.)
7. 雨を追いかけて(Close up ver.)
8. GO!GO!ダンスが止まらナイ(Close up Ver.)
9. 情熱は枯葉のように(Close up Ver.)
10. ラブハンター(Close up Ver.)

### 初回限定キュンキュン盤
『THE HOOPERSのキュンキュンさせNight☆』
1. 第1回〜第12回
2. 未公開、NG集
『THE HOOPERSのキュンキュンさせNight☆』とは？

乙女をキュンキュンさせる台詞をお題に対して答える、BSフジで放送していた冠番組。
キュン台詞を通して格好良さと個性をアピールし、THE HOOPERSの素顔もお届けする、今はなかなか見れないレアな番組！